# E-Ring – Military Minds
E-Ring – Military Minds (Originaltitel: E-Ring) ist eine US-amerikanische Fernsehserie, in der es um die Arbeit einer speziellen Abteilung innerhalb des Pentagon geht, die mit der Planung und Ausführung gefährlicher militärischer Spezialoperationen befasst ist. Vorbild ist das Joint Special Operations Command, das weltweit militärische Terrorismusbekämpfung und verdeckte Operationen durchführt und dabei Einheiten wie die Delta Force oder die United States Naval Special Warfare Development Group (ehemaliges SEAL Team 6) einsetzt.
Die Serie, deren fiktive Handlung in Washington, D.C. spielt, startete in den Vereinigten Staaten im September 2005 und lief seitdem auf dem Sender NBC. Dort erreichte sie unbefriedigende Einschaltquoten und wurde nach einer Staffel abgesetzt.

## Konzept
Jede Folge beginnt mit einem Vorfall, der eine höchst prekäre Situation darstellt und ein ebenso schnelles wie restriktives Vorgehen erfordert.
In der Serie wird auch der Umgang des US-Militärs mit den US-Gesetzen kritisch beleuchtet, wie z. B. dem Patriot Act oder dem Posse Comitatus Act, welcher den Einsatz der Streitkräfte im Inland verbietet. Dabei übernimmt Ms. Liston immer die Rolle der Gesetzeshüterin, während die Militärs die Gesetze eher locker auslegen.

## Episodenliste
| Folge | Originaltitel       | Deutscher Titel                | Erstausstrahlung USA | Erstausstrahlung D |
| ----- | ------------------- | ------------------------------ | -------------------- | ------------------ |
| 1     | (Pilot)             | (Pilot)                        | 21. September 2005   | 5. Oktober 2006    |
| 2     | Snatch and Grab     | Alte Bekannte                  | 28. September 2005   | 12. Oktober 2006   |
| 3     | Escape and Evade    | Hart an der Grenze             | 5. Oktober 2005      | 19. Oktober 2006   |
| 4     | Tribes              | Stammesfehden                  | 12. Oktober 2005     | 26. Oktober 2006   |
| 5     | Weekend Pass        | Semper Fi                      | 19. Oktober 2005     | 2. November 2006   |
| 6     | Toy Soldiers        | Zinnsoldaten                   | 26. Oktober 2005     | 9. November 2006   |
| 7     | Cemetery Wind (1)   | Schatten der Vergangenheit (1) | 2. November 2005     | 16. November 2006  |
| 8     | Cemetery Wind (2)   | Schatten der Vergangenheit (2) | 9. November 2005     | 23. November 2006  |
| 9     | Delta Does Detroit  | Kreuzritter in Detroit         | 16. November 2005    | 30. November 2006  |
| 10    | The Forgotten       | Der Vergessene                 | 23. November 2005    | 7. Dezember 2006   |
| 11    | Christmas Story     | Ein Wintermärchen              | 7. Dezember 2005     | 14. Dezember 2006  |
| 12    | Breath of Allah     | Pesthauch des Todes            | 11. Januar 2006      | 21. Dezember 2006  |
| 13    | War Crimes          | Kriegsverbrechen               | 18. Januar 2006      | 4. Januar 2007     |
| 14    | The General         | Der General                    | 1. Februar 2006      | 11. Januar 2007    |
| 15    | Five Pillars        | Die fünf Säulen                | 01. Dezember 2006    | 18. Januar 2007    |
| 16    | Fallen Angels       | Das Attentat                   | 01. Dezember 2006    | 25. Januar 2007    |
| 17    | Friends and Enemies | Freund und Feind               | 01. Dezember 2006    | 1. Februar 2007    |
| 18    | The Two Princes     | Prinzen und Prinzessinnen      | 01. Dezember 2006    | 8. Februar 2007    |
| 19    | Brothers In Arms    | Die Qual der Wahl              | 01. Dezember 2006    | 15. Februar 2007   |
| 20    | Hard Cell           | Waffenbrüder                   | 01. Dezember 2006    | 22. Februar 2007   |
| 21    | Isolation           | Isolation                      | 01. Dezember 2006    | 1. März 2007       |
| 22    | Acceptable Losses   | Kollateralschaden              | 01. Dezember 2006    | 8. März 2007       |

## Ausstrahlung
Die Erstausstrahlung im deutschen Free-TV erfolgte am 15. November 2007 auf Sat.1. Die Premierenfolge sahen 1,17 Millionen Zuschauer, der Marktanteil in der werberelevanten Zielgruppe lag bei 9,4 Prozent. Die zweite Folge vom 22. November 2007 erreichte einen Marktanteil von 9,0 Prozent in der Gruppe der 14- bis 49-Jährigen.
Ab Januar 2008 wurde die Serie bereits ab 22:15 Uhr gesendet. Die erste Folge auf diesem Sendeplatz sahen insgesamt 1,18 Millionen Zuschauer, der Marktanteil bei den 14- bis 49-Jährigen lag bei 4,9 Prozent durch 580.000 Zuschauer.
- Deutschland: Premiere ab 5. Oktober 2006 (Pay-TV)
- Deutschland: Sat.1 ab 15. November 2007 (Free-TV)[5]
- Österreich: ATV ab 13. September 2007